# Maureen O'Hara
Pour les articles homonymes, voir O'Hara.
Ne doit pas être confondu avec Maureen O'Sullivan.
Maureen O'Hara, née le 17 août 1920 à Ranelagh, Dublin (Irlande) et morte le 24 octobre 2015 à Boise, Idaho (États-Unis) est une actrice irlando-américaine.
Elle commence une carrière au cinéma à 19 ans, dirigée par Alfred Hitchcock dans La Taverne de la Jamaïque et dans Quasimodo  où elle est Esmeralda pour William Dieterle. Elle commence une carrière à Hollywood sous contrat à la RKO (qui la cède bientôt à la Fox). Actrice fétiche de John Ford depuis Qu'elle était verte ma vallée (1941), il la dirige encore à quatre reprises. Elle est aussi la partenaire féminine préférée de John Wayne avec qui elle partage l'affiche pour cinq films, Rio Grande, L'Homme tranquille et L'aigle vole au soleil trois réalisations de Ford, puis Le Grand McLintock et Big Jake.

## Biographie

### Des débuts prometteurs

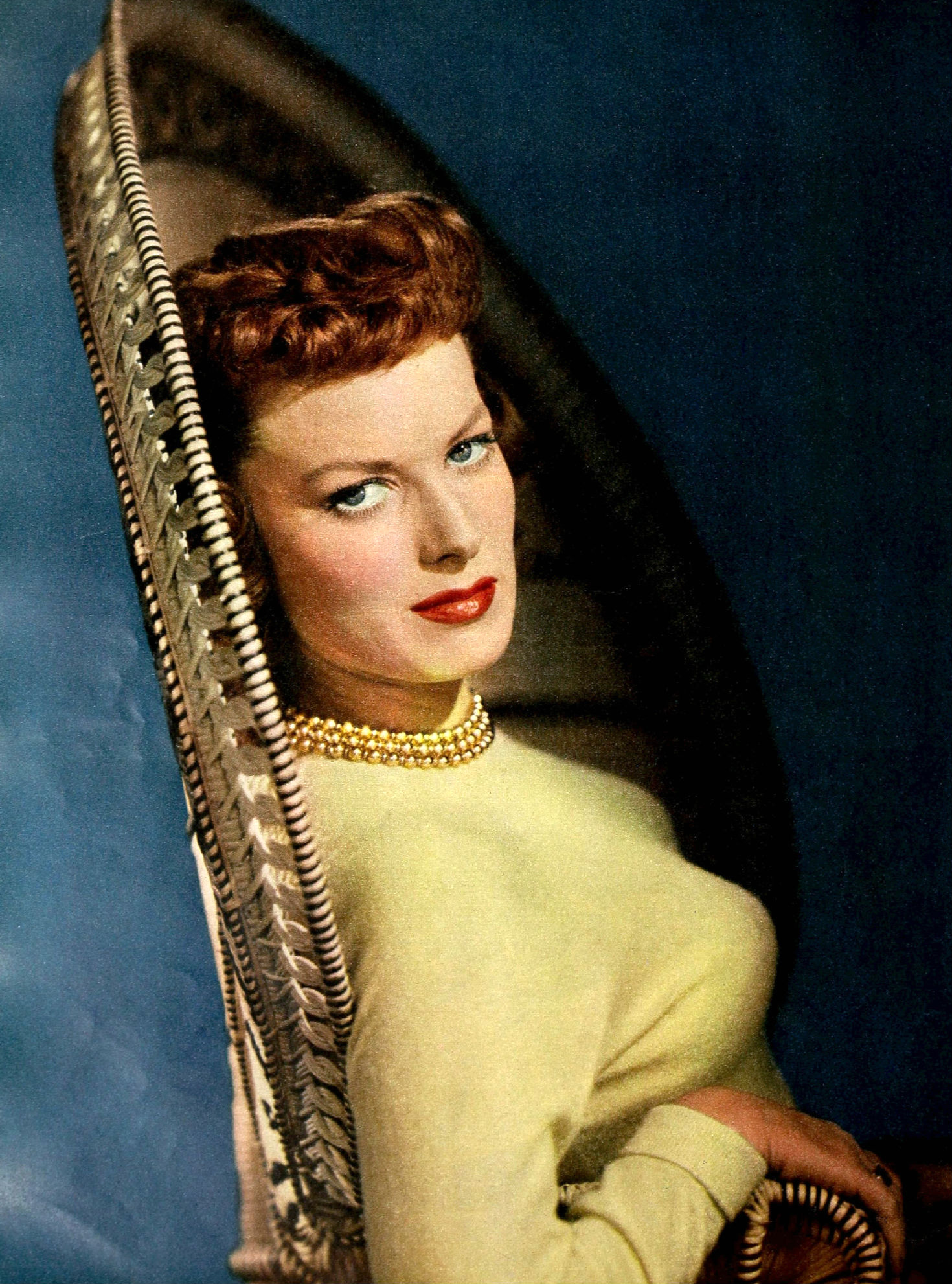
Maureen O'Hara en 1950.

Maureen O'Hara est la fille de Marguerita Lilburn, une contralto et comédienne irlandaise, dont très tôt elle suit les conseils, en prenant des leçons de diction et de danse. Possédant une voix de soprano, elle rêvera longtemps d’une carrière de cantatrice. Son père, Charles FitzSimons, gère une entreprise à Dublin ; il est également propriétaire d’une équipe de football « Le Shamrock Rovers ».
 Maureen O'Hara participe, dès l’âge de dix ans, à un show radiophonique. Puis elle se forme au théâtre et à 15 ans, intègre le prestigieux Abbey Theatre en Irlande où elle pratique le théâtre classique et l'opéra. Son père ne croit pas aux aspirations de sa fille et insiste pour qu’elle apprenne un métier. Elle prend des cours de comptabilité et de dactylo, une compétence qui s’avérera bien utile quand John Ford lui demandera de taper ses notes et le script lors de la mise en chantier de L'Homme tranquille.

Elle est remarquée dans une interprétation d’une pièce de Shakespeare par Harry Richman, un chanteur populaire de music-hall américain. Il la recommande dans un de ses films, pour un petit rôle, Kicking the Moon Around (1938) comédie musicale de Walter Forde.
 Le célèbre acteur Charles Laughton la remarque également dans un bout d’essai et est tout de suite séduit par le charisme de l’Irlandaise, ses yeux verts et sa flamboyante chevelure rousse. Il la présente à son associé Erich Pommer le producteur et lui fait signer un contrat de sept ans dans leur société de production Mayflower Pictures Corporation. Sur les conseils de Pommer, Maureen Fitzsimons change son nom en O’Hara.
Elle est tout de suite dirigée aux côtés de Charles Laughton par Alfred Hitchcock, dans sa dernière réalisation britannique, L'Auberge de la Jamaïque. Film d’aventures maritimes qui remporte un grand succès commercial malgré de mauvaises critiques. Enthousiasmé par sa prestation, Charles Laughton déclara qu’elle avait fini par voler la vedette à tous les acteurs et que non seulement c’était une comédienne mais de plus une très bonne actrice. Il embarque avec la jeune actrice sur le Queen Mary et appareille pour l’Amérique, direction Hollywood pour tourner un nouveau film pour la RKO.

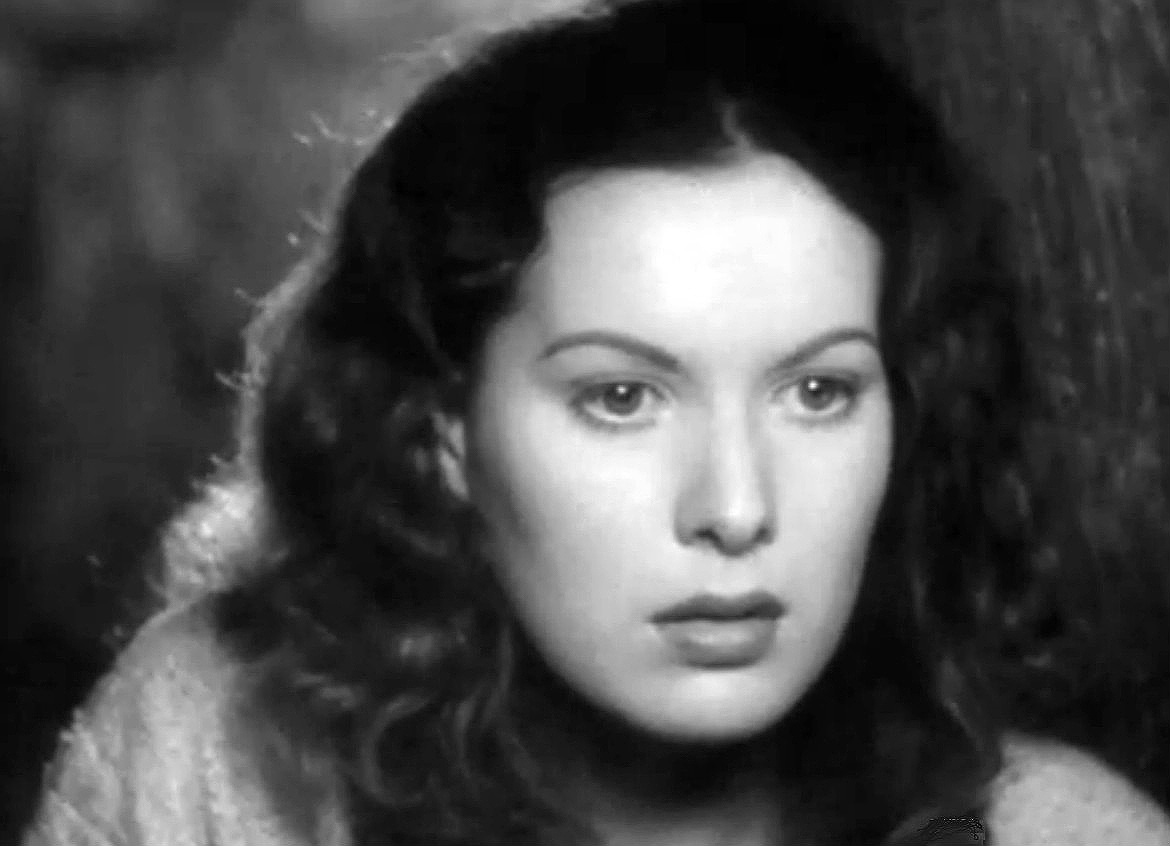
Maureen O'Hara dans Quasimodo.

Laughton est désigné pour incarner le Bossu de Notre-Dame et Maureen est proposée par l’acteur pour interpréter le rôle d’Esméralda dans une super production particulièrement coûteuse Quasimodo d'après le roman Notre-Dame de Paris de Victor Hugo, remarquable adaptation dirigée par William Dieterle. La RKO fit construire d’immenses studios et Van Nest Polglase, le décorateur, reconstitua la façade de Notre-Dame et tout un quartier médiéval avec trois mille cinq cents figurants en costumes. Le film est un nouveau succès.
La société de production RKO rachète alors le contrat de Maureen O’Hara à Charles Laughton. Profitant du talent de chanteuse et de danseuse de l’actrice, la RKO l’emploie dans divers films musicaux comme Dance, Girl, Dance ou They Met in Argentina mais malgré ses capacités pour la comédie musicale elle ne sera que très rarement employée dans ce genre.

### La reine du Technicolor
Son prochain film va être décisif pour la suite de sa carrière. L’attention d’un grand réalisateur, John Ford, va se porter vers cette rousse aux yeux verts qui lui rappelle ses origines irlandaises. John Ford vient de reprendre les rênes d’un film commencé par William Wyler et choisit Maureen O’Hara pour interpréter le rôle d’Angharad dans Qu'elle était verte ma vallée à la place de Katharine Hepburn et de Gene Tierney alors pressenties. Ce bouleversant hommage à une communauté de mineurs gallois, révèle la véritable nature passionnée et volontaire de l’actrice. Maureen O’Hara trouvera ses meilleurs rôles dans les films de John Ford et tournera avec lui quatre autres films. Elle est désormais star à la 20th Century Fox qui a racheté son contrat à la RKO.

Son tempérament et ses aptitudes sportives cultivées pendant l’enfance lui valent d’être spécialisée dans de nombreux films d’aventures exotiques et de films de cape et épée. Magnifiquement mise en valeur par la couleur elle sera surnommée « La Reine du Technicolor » et un journaliste écrira : « photographiée en Technicolor, Maureen O'Hara est plus éblouissante qu'un coucher de soleil ».

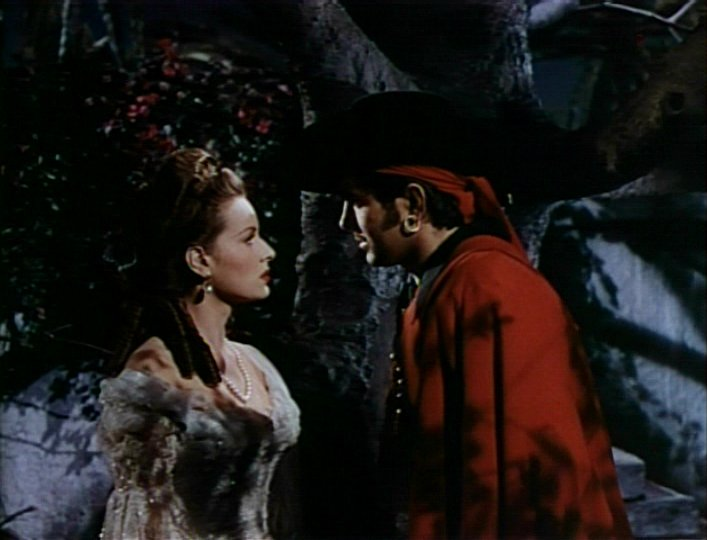
Maureen O'Hara et Tyrone Power dans Le Cygne noir.

 Elle sera remarquable dans un des meilleurs films de pirates de l’histoire du cinéma Le Cygne noir d'Henry King. Elle sera encore au cœur de la piraterie avec des films comme Pavillon noir, Tripoli ou À l'abordage ou l’épée à la main en fille d’Athos dans Les Fils des Mousquetaires, elle jouera les princesses exotiques dans des fantaisies orientales Sinbad le marin, Bagdad ou Flame of Araby. Beaucoup de ses films auront des connotations exotiques : Les Rivages de Tripoli, Aventure en Libye, Kangaroo, Malaga, L'Homme de Lisbonne, Notre Agent à La Havane...
De tous ces films, bien souvent tournés avec des réalisateurs médiocres et sur des scénarios légers certains sont des classiques du genre. Comme Le Cygne noir, premier film de pirates entièrement en couleurs (Technicolor), où elle est aux côtés de Tyrone Power digne successeur d’Errol Flynn et de son Capitaine Blood et de George Sanders remarquable en « méchant » arborant tignasse et barbe rousses.
La RKO fait souvent appel à elle, notamment pour un autre classique de films de pirates, Pavillon noir. Maureen demande Frank Borzage comme metteur en scène après un rendez-vous manqué en 1944 pour le film  Till We Meet Again.C’est son retour à l’écran après une absence causée par sa maternité et la naissance de sa fille Bronwyn.
À la fois exercice de style et œuvre de commande, Pavillon noir est conduit par l’enthousiasme communicatif des interprètes et la réalisation flamboyante de Borzage rehaussée par le Technicolor. Couvert d’éloges, il reçoit un accueil triomphal du public et les recettes sauveront momentanément la RKO alors en difficulté.
Elle fait désormais partie des plus célèbres rousses d’Hollywood, aux côtés de Rita Hayworth et de Susan Hayward, sans oublier deux autres "rouquines", dans cette "bagarre".

### Du mélodrame au western
Pendant vingt ans Maureen O’Hara va tourner énormément, elle enchaîne film sur film et ne fera pas que des films d’aventures. Après sa composition dramatique de Qu'elle était verte ma vallée, elle joue dans plusieurs drames dont Aventure en Libye et La Fière Créole de John M. Stahl qui la dirigera trois fois, Vivre libre avec son ami Charles Laughton, réalisé par Jean Renoir alors exilé aux États-Unis. La RKO « emprunte » à nouveau la vedette à la Fox pour Secret de femme, un mélodrame mis en scène par Nicholas Ray, alors à ses débuts, mais le film est accueilli par les sarcasmes des critiques et s’avère décevant. En 1944, elle tourne son premier Western, Buffalo Bill de William A. Wellman, un genre qu’elle pratiquera fréquemment dans les années 1950.
Mais c’est avec un film auquel personne ne croit qu’elle va connaître un de ses plus grands succès populaires. Le Miracle de la 34e rue, comédie sentimentale qui raconte avec une gentillesse et un optimisme à la Capra l’histoire d’un vieil homme (Edmund Gwenn) qui prétend être le Père Noël. Succès retentissant, le film recevra 3 oscars et sera l’un des plus programmés de la télévision américaine à l’occasion des fêtes de Noël.
Après cette décennie variée et marquée par de grands réalisateurs comme Henry Hathaway, Henry King, John M. Stahl, Jean Renoir, William Wellman, Frank Borzage, Nicholas Ray... Maureen O’Hara va aborder les années 1950 avec son réalisateur fétiche John Ford. Il va lui offrir avec les personnages de Kathleen, Mary Kate, Mary et Min ses plus beaux rôles qui donneront au réalisateur une brillante période de maturité dans ses portraits féminins.

### L'héroïne fordienne

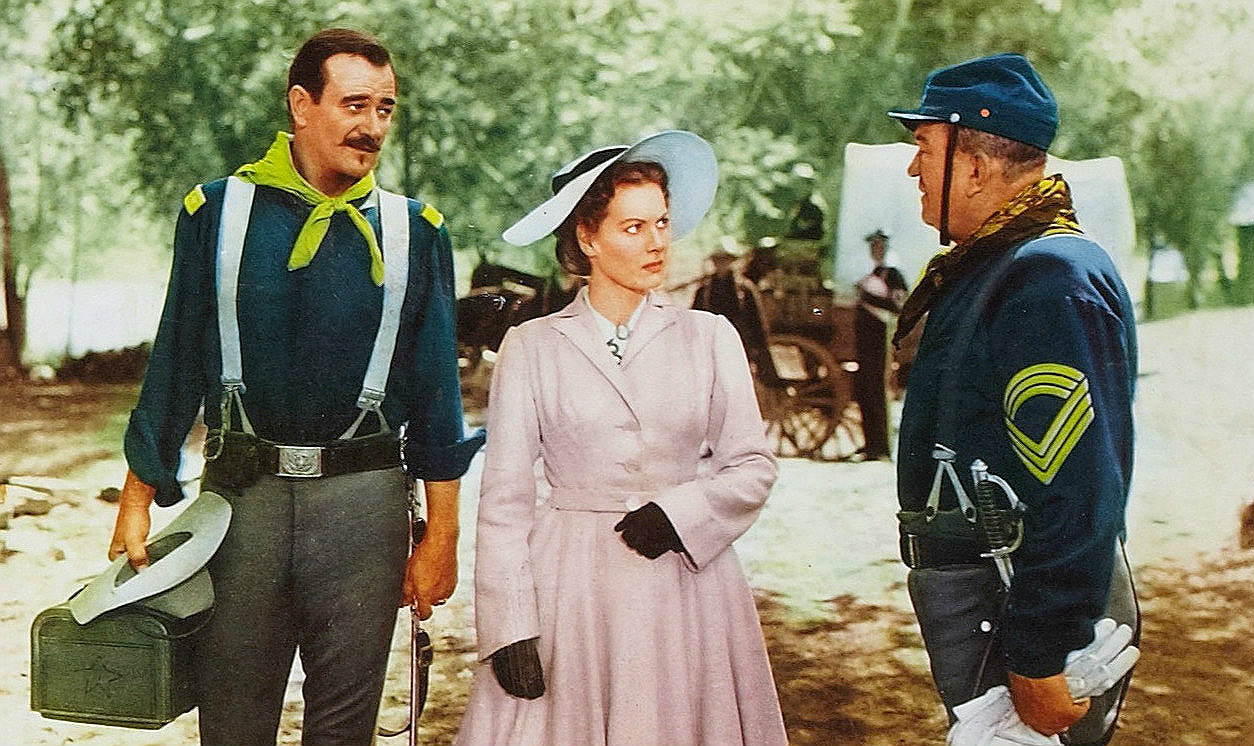
John Wayne, Maureen O'Hara et Victor McLaglen dans Rio Grande de John Ford.

Depuis l’expérience heureuse de Qu'elle était verte ma vallée, l’équipe du film se retrouve chaque année autour de John Ford. Un lien fort presque familial continuait à unir les interprètes du film et Maureen a même prénommé sa fille Bronwyn, prénom du rôle que tenait Anna Lee dans le film.
De son côté, John Ford a toujours dans l’idée de retravailler avec son Angharad de Qu'elle était verte ma vallée. Un projet lui tient d’ailleurs particulièrement à cœur. Depuis 1936, il a acquis les droits d’une nouvelle de Maurice Walsh, The Quiet Man, qu’il n’arrive pas à monter faute de producteur désireux de le financer et très vite il voit John Wayne et Maureen O’Hara comme les meilleurs interprètes capables de jouer les rôles principaux mais la production s’éternise à se monter.
Entre-temps, John Ford monte une pièce de Maxwell Anderson What Price Glory en 1949 pour un spectacle de bienfaisance donné pour les vétérans décorés de la Purple Heart, décoration attribuée aux blessés de guerre (Military Order of the Purple Heart). Il réunit une partie de sa « famille » cinématographique John Wayne, Maureen O’Hara, George O'Brien, Ward Bond, Harry Carey Jr.... mais également Gregory Peck pour quelques représentations en février/mars 1949.
À son grand mécontentement, Ford ne peut pas reprendre John Wayne et Maureen O’Hara pour l’adaptation filmée en 1952 de What Price Glory. De même pour sa comédie Planqué malgré lui où Maureen avait été le premier choix du réalisateur, la 20th Century Fox lui préférant pour les deux films une nouvelle venue, Corinne Calvet, avec qui Ford s’entendra mal.

### Vie privée
Maureen O'Hara a été mariée avec :
- George H. Brown (1939-1941)
- William Houston Price (1941-1953)
  - une fille : Bronwyn FitzSimons Price
- Général Charles F. Blair, Jr. (en) (1968-1978)

Elle a eu une relation avec Enrique Parra, un banquier et homme politique mexicain, de 1953 à 1967.

## Filmographie

### Années 1930
- 1938 : Kicking the Moon Around de Walter Forde
- 1939 : My Irish Molly d'Alex Bryce : Eileen O'Shea
- 1939 : La Taverne de la Jamaïque ou L'Auberge de la Jamaïque (Jamaica Inn) d'Alfred Hitchcock : Mary Yellen
- 1939 : Quasimodo (The Hunchback of Notre-Dame) de William Dieterle : Esmeralda

### Années 1940

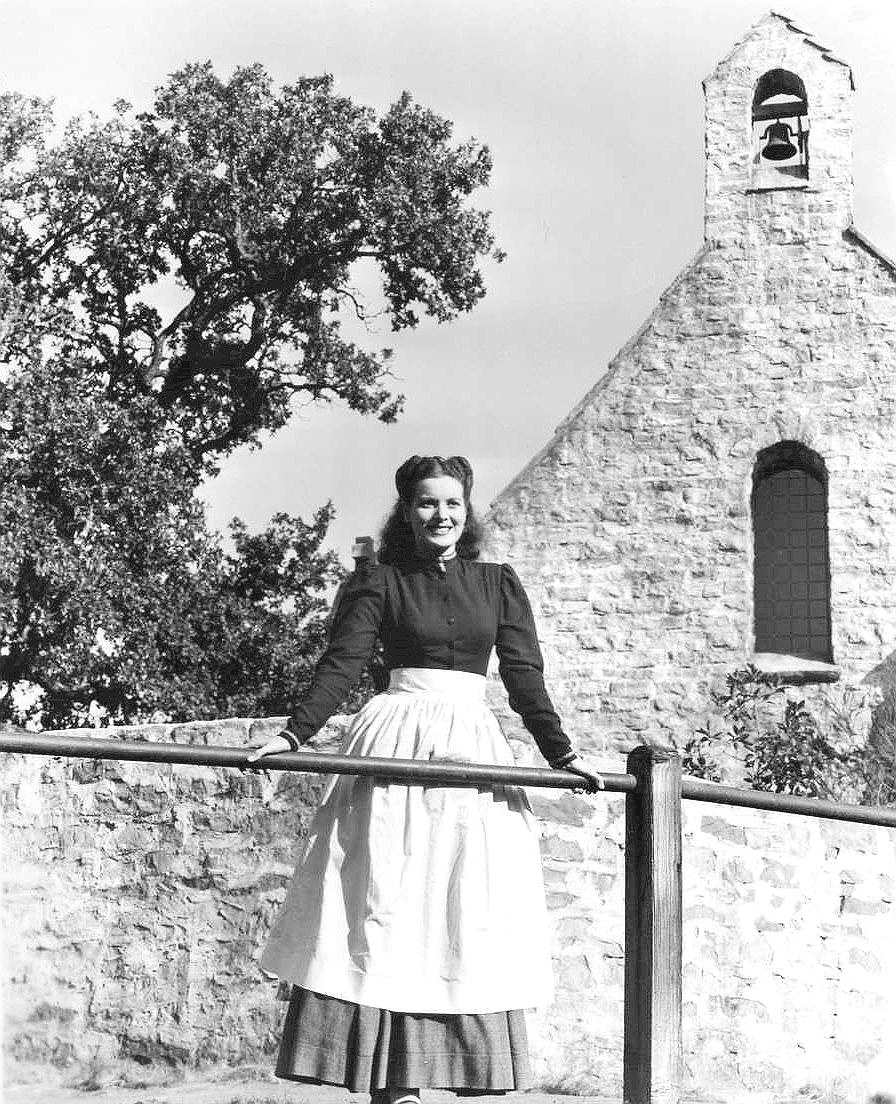
Maureen O'Hara dans Qu'elle était verte ma vallée (1941)

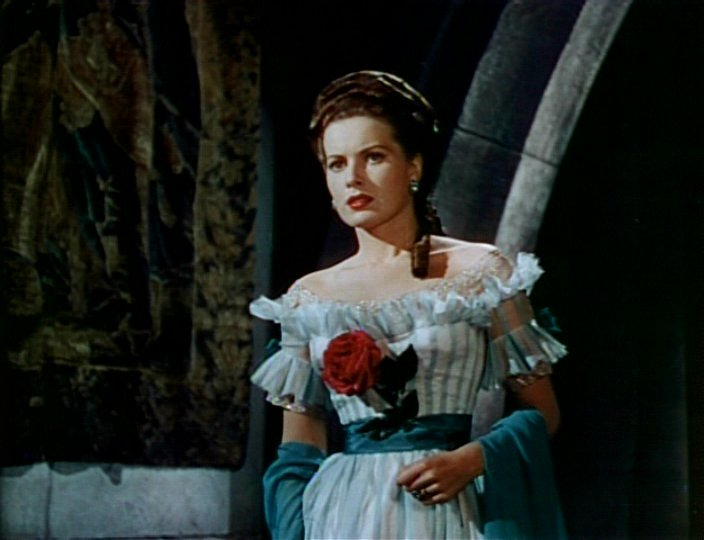
Le Cygne noir (1942)

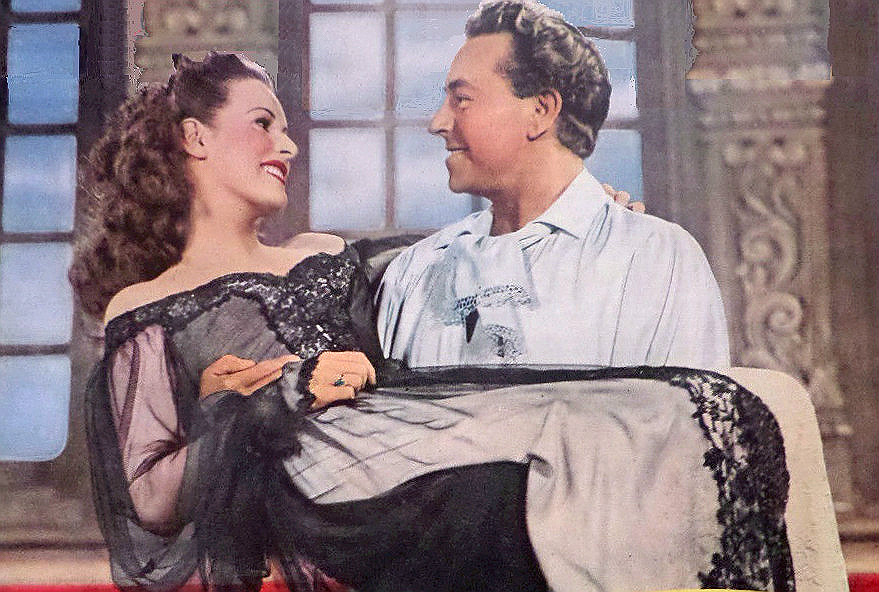
Pavillon noir (1945)

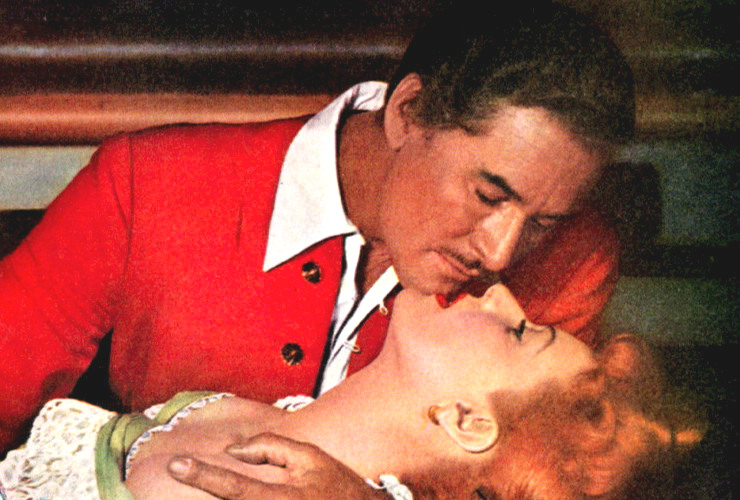
À l'abordage (1952)

- 1940 : A Bill of Divorcement de John Farrow : Sydney Fairfield
- 1940 : Chantez, dansez, mes belles ! (Dance, Girl, Dance) de Dorothy Arzner : Judy O'Brien
- 1941 : Idylle en Argentine (They Met in Argentina) de Leslie Goodwins et Jack Hively : Lolita O'Shea
- 1941 : Qu'elle était verte ma vallée (How Green Was My Valley) de John Ford : Angharad Morgan
- 1942 : Les Rivages de Tripoli (To the Shores of Tripoli) de H. Bruce Humberstone : Mary Carter
- 1942 : Ten Gentlemen from West Point d'Henry Hathaway : Carolyn Bainbridge
- 1942 : Le Cygne noir (The Black Swan) d'Henry King : Lady Margaret Denby
- 1943 : Aventure en Libye (The Immortal Sergeant) de John M. Stahl : Valentine Lee
- 1943 : Vivre libre (This Land Is Mine) de Jean Renoir : Louise Martin
- 1943 : Nid d'espions (The Fallen Sparrow) de Richard Wallace : Toni Donne
- 1944 : Buffalo Bill de William A. Wellman : Louisa Frederici Cody
- 1945 : Pavillon noir (The Spanish Main) de Frank Borzage : Contessa Francesca
- 1946 : Voyage sentimental (Sentimental Journey) de Walter Lang : Julie Beck / Weatherly
- 1946 : Voulez-vous m'aimer ? (Do You Love Me?) de Gregory Ratoff : Katherine 'Kitten' Hilliard
- 1947 : Sinbad le marin (Sinbad the Sailor) de Richard Wallace : Shireen
- 1947 : L'Amour au trot (The Homestretch) de H. Bruce Humberstone : Leslie Hale
- 1947 : Le Miracle sur la 34e rue (Miracle on 34th Street) de George Seaton : Doris Walker
- 1947 : La Fière Créole (The Foxes of Harrow) de John M. Stahl : Odalie 'Lilli' D'Arceneaux
- 1948 : Bonne à tout faire (Sitting Pretty) de Walter Lang : Tacey King
- 1949 : Secret de femme (A Woman's Secret) de Nicholas Ray : Marian Washburn
- 1949 : Britannia Mews de Jean Negulesco : Adelaide 'Addie' Culver
- 1949 : Father Was a Fullback de John M. Stahl : Elizabeth Cooper
- 1949 : Bagdad de Charles Lamont : Princess Marjan

### Années 1950
- 1950 : Sur le territoire des Comanches (Comanche Territory) de George Sherman : Katie Howard
- 1950 : Tripoli (Tripoli) de Will Price : Comtesse D'Arneau
- 1950 : Rio Grande de John Ford : Mrs. Kathleen Yorke
- 1951 : Les Frères Barberousse (Flame of Araby) de Charles Lamont : Princesse Tanya
- 1952 : Les Fils des Mousquetaires (At Sword's Point) de Lewis Allen : Claire - la fille d'Athos
- 1952 : La Loi du fouet (Kangaroo) de Lewis Milestone : Dell McGuire
- 1952 : L'Homme tranquille (The Quiet Man) de John Ford : Mary Kate Danaher
- 1952 : À l'abordage (Against All Flags) de George Sherman : Prudence 'Spitfire' Stevens
- 1953 : La Belle Rousse du Wyoming (The Redhead from Wyoming) de Lee Sholem : Kate Maxwell
- 1953 : À l'assaut du Fort Clark (War Arrow) de George Sherman : Elaine Corwin
- 1954 : La rousse mène l'enquête (Malaga) de Richard Sale : Joanna Dana
- 1955 : Ce n'est qu'un au revoir (The Long Gray Line) de John Ford : Mary O'Donnell
- 1955 : Le Brave et la Belle (The Magnificent matador) de Budd Boetticher : Karen Harrison
- 1955 : Madame de Coventry (Lady Godiva of Coventry) d'Arthur Lubin : Lady Godiva
- 1956 : L'Homme de Lisbonne (Lisbon) de Ray Milland : Sylvia Merrill
- 1956 : Everything But the Truth de Jerry Hopper : Joan Madison
- 1957 : L'aigle vole au soleil (The Wings of Eagles) de John Ford : Min Wead
- 1959 : Notre Agent à La Havane (Our Man in Havana) de Carol Reed : Beatrice Severn

### Années 1960
Télévision

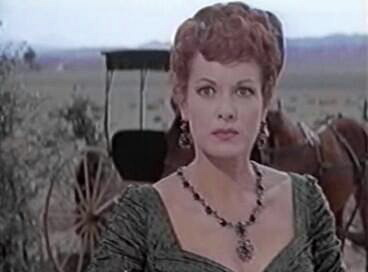
Le Grand McLintock (1963)

- 1960 : Mrs. Miniver de Marc Daniels : Mrs. Miniver
- 1960 : DuPont Show of the Month de Marc Daniels : Lady Marguerite Blakeney
- 1963 : Hallmark Hall of Fame de George Schaefer : Susanna Cibber
- 1966 : The Garry Moore Show (série TV) : Sara Longstreet
- 1967 : Off to See the Wizard (série TV) : Mother Goose

Cinéma
- 1961 : New Mexico (The Deadly Companions) de Sam Peckinpah : Kit Tilden
- 1961 : La Fiancée de papa (The Parent Trap) de David Swift : Margaret « Maggie » McKendrick
- 1962 : M. Hobbs prend des vacances (Mr. Hobbs Takes a Vacation) d'Henry Koster : Peggy Hobbs
- 1963 : La Montagne des neuf Spencer (Spencer's Mountain) de Delmer Daves : Olivia Spencer
- 1963 : Le Grand McLintock (McLintock) d'Andrew V. McLaglen : Katherine Gilhooley McLintock
- 1965 : La Bataille de la Villa Fiorita (The Battle of the Villa Fiorita) de Delmer Daves : Moira
- 1966 : Rancho Bravo (The Rare Breed) d'Andrew V. McLaglen : Martha Price

### Années 1970
Cinéma
- 1970 : How Do I Love Thee? de Michael Gordon : Elsie Waltz
- 1971 : Big Jake de George Sherman et John Wayne : Martha McCandles

Télévision
- 1973 : Le Poney rouge (The Red Pony) de Robert Totten : Ruth Tiflin

### Années 1990
Cinéma
- 1991 : Ta mère ou moi (Only the Lonely) de Chris Columbus : Rose Muldoon

Télévision
- 1995 : The Christmas Box (en) de Marcus Cole : Mary Parkin
- 1998 : Un taxi pour le Canada (Cab to Canada) de Christopher Leitch : Katherine Eure
- 2000 : Une dernière danse (The Last Dance) de Kevin Dowling : Helen Parker

## Voix françaises
| - Nadine Alari dans : - Les Frères Barberousse - À l'abordage - Madame de Coventry - La Fiancée de papa - M. Hobbs prend des vacances - La Montagne des neuf Spencer - Jacqueline Porel (*1918 - 2012) dans : - Sur le territoire des Comanches - Ce n'est qu'un au revoir - Le Brave et la Belle - L'Aigle vole au soleil - Rancho Bravo - Big Jake - Colette Adam dans : - Qu'elle était verte ma vallée - Le Cygne noir (1er doublage) | - Camille Fournier dans : - Buffalo Bill - Miracle sur la 34e rue - Claire Guibert dans : - Rio Grande - Notre agent à La Havane - Lita Recio (*1906 - 2006) - L'Homme tranquille - Le Grand McLintock et aussi : - Françoise Page dans Quasimodo le bossu de Notre Dame - Renée Simonot dans L'Auberge de la Jamaïque - Monique Mélinand (*1916 - 2012) dans Vivre libre - Raymonde Devarennes dans Pavillon noir - Marianne Georges dans Sinbad le marin - Paule Emanuele dans Ta mère ou moi - Evelyn Selena dans Le Cygne noir (2e doublage) |